# Kruisschot (Dierdonk)
Kruisschot is een buurtschap in de gemeente Helmond in de Nederlandse provincie Noord-Brabant. Het ligt tussen de wijken Helmond-Oost en Dierdonk ten noorden van het Bakelsbosch aan de oostkant van de Zuid-Willemsvaart. Tot 1968 was het een gehucht van de voormalige Gemeente Bakel en Milheeze.

## Geschiedenis

### Ontginning van woeste gronden
De geschiedenis van Bakel gaat zeker terug tot 714, toen de plaats werd vermeld in geschriften van de abdij van Echternach. Kruisschot ligt in een dal dat pas ergens na 1214 is ontgonnen. In 1288 was Arnoldus van Grotel leenman van de tiende van Grotel, een bezit van de abdij. Hij had ook enkele bezittingen op Dierdonk en Kruisschot. Volgens van de Meulenhof gaat het hierbij om dezelfde persoon als Arnoldus van Gemert, die onder meer proost was van het Gemertse huis van de Duitse Orde, Balije Biesen. In 1340 was Hendrik van de Schout de groot-eigenaar in het beekdal van de Bakelse Aa, waarin Scheepstal, Kruisschot, Dierdonk, Loeffvenne aan de Bakelse brug, Schouw, Molenhof en de Hilakker liggen. Het lijkt erop dat deze zoon van Wouter Toyart, schout van 's-Hertogenbosch en tegelijkertijd rentmeester van de hertog van Brabant, het dal heeft ontgonnen.

### Bomen tegen klapzand
Het Brabants landschap kenmerkt zich door beekdalen en zandruggen. Voor 1100 waren de beekdalen rond Bakel nat en werd er alleen op hoge zandgronden aan landbouw gedaan. Daarna verdroogde het land en werden de hoge akkers vaak door zandverstuivingen ongeschikt gemaakt om te boeren. Om de wandelende zandbergen te bedwingen, kreeg het goed Cruijsschot, aan de grens met Helmond, in 1433 toestemming om bomen te planten. Deze strategie werd vaker gevolgd. Ook in 1915 zijn er op grote schaal naaldbomen gepland om het stuiven op de Bakelse heide te verminderen. Zo ontstonden de Bakelse bossen.

### Bakels platteland
De moderne buurtschap Kruisschot is ontstaan rond een groepje boerderijen, dat langs de weg van Bakel naar Helmond lag. Aan de noordkant lagen akkers en velden, van Helmond centrum tot aan de Bakelse Aa. In het zuiden en oosten lag de Bakelse heide waarop de Bakelse bossen zijn aangeplant. De kaarsrechte Scheidijk toont aan dat in het zuiden alleen maar woeste gronden lagen bij het trekken van de scheiding, de gemeentegrens. In zo'n geval koos men de kortste weg tussen twee herkenningspunten. Het gehucht lag in het westen van de gemeente Bakel en Milheeze, en duwde tegen de grens met Helmond aan. Aan de Helmondse kant, werden in de 20e eeuw de voetbal- en hockeyvelden van Sportclub Helmondia aangelegd. In 1967 werden amateurs en professionals gescheiden. De professionals gingen verder als Helmond Sport. In 2020 is Helmondia gefuseerd tot SV De Braak, vernoemd naar het sportpark.

### Helmonds kanaal
In 1968 werd (onder meer) het gehucht bij de Gemeente Helmond gevoegd, om ervoor te zorgen dat de groeikern Helmond verder kon uitbouwen. De oppervlakte van de stad werd in een klap verdrievoudigd. Het centrum van Helmond werd geplaagd door stilstaand verkeer dat werd opgehouden door openstaande bruggen van de dwars door Helmond lopende Zuid-Willemsvaart. In 1975 besloot men om een nieuwe vaart om de stad heen te leggen. Het gebied tussen centrum en Kruisschot was inmiddels volgebouwd, en de nieuwe waterweg kwam parallel aan de oude gemeentegrens, tussen Kruisschot en sportpark De Braak te liggen. Vanwege beperkte hoeveelheden geld werd het project in 25 stukjes gedeeld. In 1982 kon de aanleg beginnen en het duurde nog 11 jaar voordat de boel in 1993 af was. Bewoners en bedrijven die dankzij het nieuwe kanaal weg moesten, konden een nieuwe plek rond de Braaksestraat in Kruisschot krijgen.

### Vinexwijk Dierdonk en de N279
In het noordoosten verrees vanaf 1993 de Vinex-wijk Dierdonk, zodat de velden en akkers tot aan de Bakelse Aa werden volgebouwd. De Bakelse Dijk ging dienst doen als verbindingsweg tussen Helmond centrum en de nieuwe wijk. Het is vanaf dan ook de enige ingangsweg naar de nu doodlopende buurtwegen Braaksestraat en Kruisschot. Aan de noord- en oostkant kwam een nieuwe oprit en verbindingsweg tussen Helmond en Bakel, de Provinciale weg 279, die tussen Kruisschot en Dierdonk in ligt. Zodoende werd Kruisschot afgezonderd van de omgeving, verdween het boerenleven en werd het een buurtschap met woningen en kleine bedrijvigheid.

## Trivia
- In 2022 telde het Kadaster 21 adressen in Kruisschot.[11]
- Het gehucht ligt ongeveer 1 km buiten de direct gangbare aanvlieg- en opstijgroutes van vliegbasis De Peel.[12]
- Over de oostelijke punt, met volkstuintjes, loopt de 150 kV hoogspanningslijn Helmond Oost - Aarle-Rixtel.[13]
- Her en der zijn bodemverontreinigingen (vooral zink) aangeboord.[14]
- De Bakelse bossen, aan de overkant van de Bakelse Dijk, zijn een infiltratie- en waterwin-gebied[15] in eigendom van Brabant Water. Het door het Waterproductiebedrijf Helmond opgepompte water heeft een gemiddelde hardheid van 1,88 mmol/l, ofwel 10,528 °DH, en dat is gemiddeld water.[16]
- In de Braaksestraat ligt een gemengd rioolstelsel met overstort op de Zuid-Willemsvaart. Het stedelijk afvalwater wordt naar de zuivering in Aarle-Rixtel afgevoerd.[17]
- Kruisschot heeft geen monumentale gebouwen, maar gezien de vorm van het landschap, de bodemopbouw, historie en eerdere vondsten, wel een hoge archeologische verwachting.[18]
- De noordzijde van de buurtschap heeft minder bebouwing en grotere percelen. In de tuinen staan twee bijzonder waardevolle, meerstammige eiken.[19]